# ソユーズTMA-15
ソユーズTMA-15は、第20/21次長期滞在クルー3名を国際宇宙ステーション（ISS）へ運ぶために2009年5月にソユーズFGによって打ち上げられたソユーズ宇宙船である。ソユーズTMA-15は、1967年以来、ソユーズ宇宙船による102回目の有人飛行となった。
この宇宙船の到着により、ISSは6人体制に移行した。

## 乗組員

### 打上げ時
第20/21次長期滞在クルー
- ロマン・ロマネンコ (1) - 船長[4] -  RSA
- フランク・ディビュナー (2) - フライトエンジニア - ESA -  ベルギー
- ロバート・サースク (2) - フライトエンジニア -  CSA

## バックアップ
- Dmitrij Kondratiyev -  RSA (Romanenkoのバックアップ)
- André Kuipers - ESA -  オランダ (De Winneのバックアップ)
- Chris Hadfield -  CSA (Thirskのバックアップ)